# 23877 Gourmaud
23877 Gourmaud (tên chỉ định: 1998 SP) là một tiểu hành tinh vành đai chính. Nó được khám phá thông qua Khảo sát tiểu hành tinh OCA-DLR ở Caussols, Alpes-Maritimes, Pháp, ngày 16 tháng 9 năm 1998. Nó được đặt theo tên Jamy Gourmaud, a French journalist và television producer.